# Bab Mansour

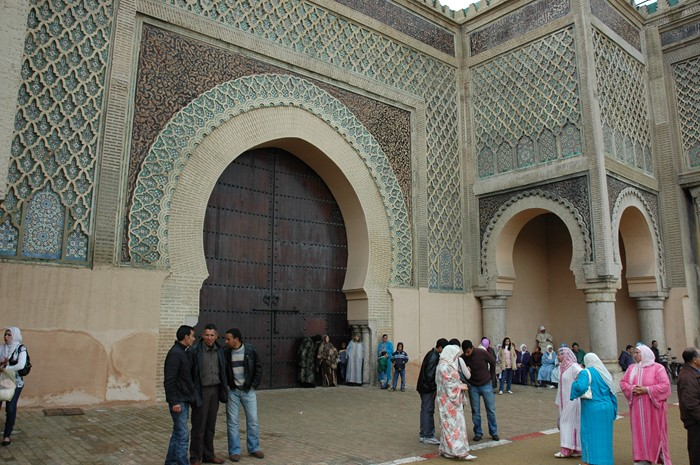
La Bab Mansour

La Bab Mansour o Bab Mansour el-Aleuj ('porta del victoriós') és una porta d'entrada a Meknès construïda el 1732 i considerada una de les obres més belles de Mulay Ismail. La porta Bab Mansour és la més gran del Marroc i de l'Àfrica del Nord. Deu el seu nom al cristià que la va dissenyar i construir.

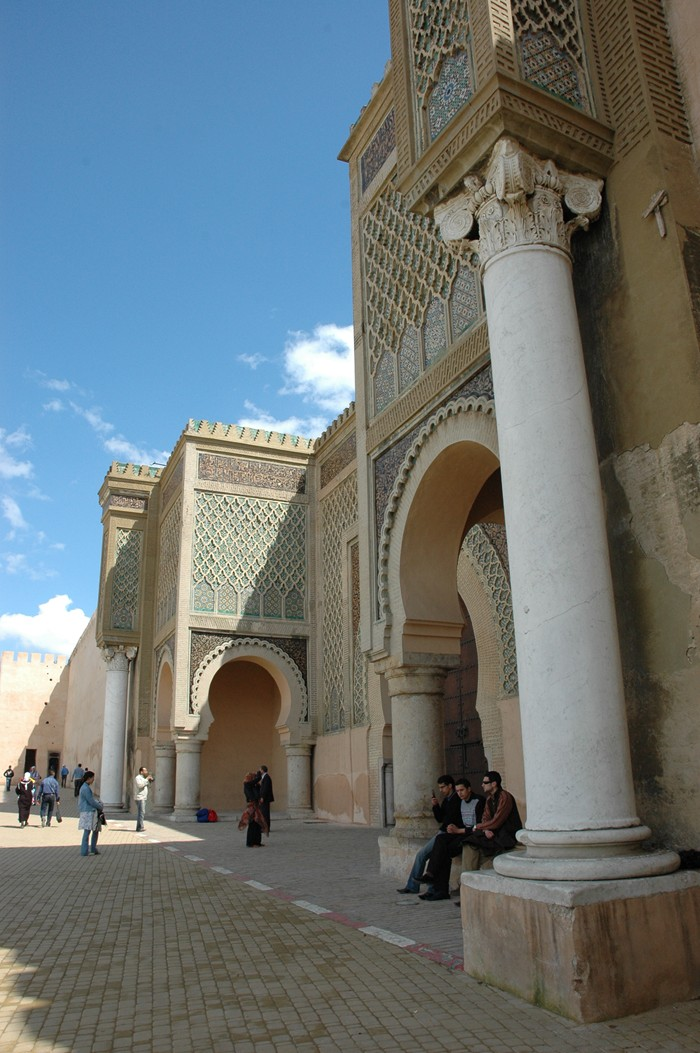
Vista lateral

Està bastant ben conservada, encara que actualment per accedir a la ciutat imperial no es pot entrar per la porta en si, sinó per una porta lateral.
La porta s'eleva com un arc de triomf que traspassa les muralles de la kasba i condueix a la plaça Lalla Aouda i al barri Dar el-Kebira.
La va començar a edificar Mulay Ismail el 1672 i la va completar el seu fill Mulay Abdallah el 1732. Mesura uns 16 m d'alt i està rematada per un arc de ferradura apuntat. Sobre el revestiment de mosaic i rajoles predominantment verdes, s'hi desplega un complex relleu de motius entrellaçats.